# Brian Smith (calciatore)
Brian Simth (Bolton, 12 settembre 1955 – Bolton, agosto 2013) è stato un calciatore e allenatore di calcio inglese, di ruolo centrocampista.

## Palmarès

### Giocatore

#### Competizioni nazionali
- Second Division: 1

Bolton: 1977-1978